# Megachile leucopogonata
Megachile leucopogonata är en biart som först beskrevs av Dours 1873.  Megachile leucopogonata ingår i släktet tapetserarbin, och familjen buksamlarbin. Inga underarter finns listade i Catalogue of Life.